# Hennersdorf, Niederösterreich
Hennersdorf är en ort och kommun  i Österrike. Den ligger i distriktet Mödling i förbundslandet Niederösterreich, cirka 11 kilometer söder om centrala Wien.